# Relayer
Relayer ist ein Album der britischen Progressive-Rock-Band Yes aus dem Jahr 1974. Mit dem insgesamt 8. Album veröffentlichten Yes ihre 7. Studioarbeit.

## Entstehung
Nachdem Keyboarder Rick Wakeman 1974 wegen der Streitigkeiten um die Entstehung des Vorgängeralbums Tales from Topographic Oceans die Band verlassen hatte, waren die vier verbleibenden Musiker Jon Anderson, Steve Howe, Chris Squire und Alan White auf der Suche nach einem adäquaten Ersatz für den versierten Keyboarder. Gleichzeitig arbeiteten sie zusammen mit Produzent Eddie Offord, der mittlerweile ein mobiles Studio besaß, in Squires „Barn“-Studio (Squires eigenes Equipment war zu diesem Zeitpunkt noch nicht eingebaut) an ersten Ideen zu Relayer. Anderson hatte die Idee, das gesamte Album auf Tolstois Roman Krieg und Frieden zu stützen, wurde aber angesichts der Erfahrungen mit Tales from Topographic Oceans von dem Rest der Band überstimmt. Man einigte sich darauf, das Thema in einem seitenlangen Stück zu bearbeiten, wie in ähnlicher Form bereits in dem Stück Close to the Edge auf dem gleichnamigen Album geschehen, das auf Hermann Hesses Erzählungen Siddharta und Die Morgenlandfahrt basierte. Anderson trat daraufhin zum ersten Mal mit einer weitgehend fertigen Songidee an die Band heran: The Gates of Delirium. Das Stück entstand dann aber in Zusammenarbeit aller beteiligten Musiker.
Auch während die vier bereits nach einem Nachfolger suchten, riss der Kontakt zu Wakeman nicht ab, und mehrfach fragten sie an, ob er nicht doch sein Keyboardspiel zur neuen Platte beitragen wolle. Ein letzter Versuch des Managers Brian Lane, Wakeman zurückzuholen, fand am 18. Mai 1974, an Wakemans 25. Geburtstag, statt. Doch dieser lehnte erneut ab, er habe keinen Zugang mehr zu der Musik, die Yes jetzt produzierten. Am gleichen Tag erreichte Wakemans Solo-Album Journey to the Centre of the Earth Platz eins in den britischen Charts. Für Wakeman, der sich bis heute gut erinnert, ein Tag mit sehr gemischten Gefühlen, denn er hatte Yes nicht gerne verlassen. Zur selben Zeit konzentrierte er sich allerdings bereits auf sein neues Solo-Projekt, The Myths and Legends of King Arthur and the Knights of the Round Table, sein viertes Solo-Album. Als er einige Wochen später mit einem Herzanfall im Krankenhaus lag und Jon Anderson ihn besuchte, sprachen die beiden noch einmal über die Situation und Anderson wurde klar, dass er keine Chance hatte, Wakeman wieder zurückzuholen.
Angeblich wurde jeder Kandidat in Betracht gezogen. Steve Howe etwa hätte gerne Keith Emerson in der Band gesehen, dies war jedoch wegen dessen Engagement bei Emerson, Lake and Palmer nie tatsächlich Option. Andere gehandelte Namen waren Nick Glennie (von Wally) und Jean Roussel. Ein Kandidat kam aus Schweden, ein anderer aus Griechenland: Vangelis Papathanassiou. Letzterer probte für zwei Wochen mit der Band, konzentriertes Arbeiten war mit dem exzentrischen Keyboarder aber kaum möglich. Da auch dessen Flugangst gegen ihn sprach, entschied man sich gegen ihn. Insbesondere Howe war nicht mit dem Griechen zurechtgekommen, Anderson jedoch blieb mit Vangelis in Kontakt, und in den 1980er-Jahren veröffentlichten sie eine Reihe erfolgreicher Alben unter dem Namen Jon & Vangelis.
Anfang August 1974, die Arbeiten an Relayer waren bereits weit fortgeschritten, wandte sich Yes’ Manager Brian Lane an den Refugee-Keyboarder Patrick Moraz und lud ihn zu einem Vorspiel bei der Band ein. Der in der französischsprachigen Schweiz geborene Musiker sagte nur zögernd zu, da seine eigene Band kurz zuvor ein erfolgreiches Debütalbum vorgelegt hatte und mitten in einer ebenso erfolgreichen Englandtournee steckte. Nach einem lebensbedrohlichen Beginn (Lane hätte Moraz beinahe überfahren, als er ihn abholen wollte, um ihn zum Barn-Studio Chris Squires in Rickmansworth zu bringen) verlief die erste Session jedoch sehr ermutigend. Moraz kannte die Musik von Yes in- und auswendig und spielte einiges vom Refugee-Album. Die Band legte ihr momentanes Projekt offen. Anderson bat Moraz, sich für den Song Sound Chaser ein Intro einfallen zu lassen, woraufhin dieser die Einleitung improvisierte, die heute auf dem Album zu hören ist. Trotz angeblich kühler, distanzierter und angespannter Atmosphäre in der Band entschied sich Moraz für Yes. Er bat Brian Lane darum, seine Mitmusiker Lee Jackson und Brian Davison finanziell zu entschädigen und löste Refugee auf. In den folgenden Wochen wurde Relayer fertiggestellt. Die Band nahm sich Zeit, da sie mit Offords mobilem Studio unabhängig von einem gemieteten Studio war. Anderson, Howe, Squire und White halfen Moraz nach Kräften, sich in die Musik der Band einzuarbeiten, auch in die älteren Alben. Abgesehen von dem Intro zu Sound Chaser hatte Moraz jedoch nur wenig Einfluss auf die Kompositionen, da diese zum Zeitpunkt seines Einstieg bereits recht weit entwickelt worden waren.

## Titelliste
1. The Gates Of Delirium (21:54) (Anderson/Howe/Squire/White/Moraz)
2. Sound Chaser (9:30) (Anderson/Howe/Squire/White/Moraz)
3. To Be Over (9:03) (Anderson/Howe/Squire/White/Moraz)

Das Album wurde im Jahr 2003 vom Plattenlabel Rhino Records remastert und wiederveröffentlicht. Diese Auflage enthält die Bonustracks:
1. Soon (Single version) – 4:18
2. Sound Chaser (Single version) – 3:13
3. The Gates of Delirium (Studio run through) – 21:16

2014 erschien eine von Steven Wilson remixte Version des Albums. Der CD-Version fehlt gegenüber dem 2003-Remaster der Track The Gates of Delirium (Studio run through). Die Blu-Ray-Version enthält die CD sowie die remixte Version in 2.0 und 5.1 und die „Studio run through“-Version in 24 bit/96 kHz, den Original-Mix in 24/192 sowie Bonus-Material wie Needledrops der Original-Schallplatten und einen Instrumental-Mix der drei Haupttracks.
Anmerkungen
- Das von Jon Anderson entwickelte Konzept von The Gates Of Delirium basiert auf Tolstois Roman Krieg und Frieden. Die Idee, nichtmusikalische Geräusche (Musique concrète) zu verwenden, stammt von Patrick Moraz.
- Das Intro von Sound Chaser wurde von Moraz bei der ersten gemeinsamen Probe improvisiert. Ein anderer Teil wurde nicht übernommen, er landete in dem Song Warmer Hands auf Moraz' erstem Solo-Album The Story of i. Auch Moraz' Harmonie-Ideen für die Begleitung von Steve Howes Gitarrensolo wurden nicht aufgegriffen.
- To Be Over geht auf eine musikalische Idee namens The Serpentine von Steve Howe zurück, der Text stammt von Jon Anderson. Howes Urfassung ist mittlerweile auf seinem Solo-Album Homebrew 2 veröffentlicht worden. Das an eine Fuge erinnernde kontrapunktische Keyboardsolo ist Moraz' Beitrag.

## Singleauskopplungen
1. Soon (Single Version)/Soon
2. Soon (Single version)/Sound Chaser (Edit) 1. August 1975

## Cover
Das in Grau- und Brauntönen gehaltene Faltcover wurde erneut von Fantasy-Künstler Roger Dean gestaltet. Es zeigt eine steinige Felsenlandschaft, in welcher zwei Reiter, mit einem weiteren Lastpferd, aus einer gotisierenden Felsenfestung kommend, über eine Brücke ziehen. Links unten sieht man einen Teil einer vermutlich überdimensionalen Schlange, deren Körper sich auf der Rückseite fortsetzt. Der Albumtitel und das Yes-Logo befinden sich oben zentriert. Im Zentrum der Rückseite befindet sich eine zweite Schlange und auch die Felsenfestung setzt sich in einer Art gotischer Höhle fort. Roger Dean bezeichnet das Relayer-Bild als sein gelungenstes Yes-Albumcover.
Auf der linken Innenseite befindet sich oben nochmals das Yes-Logo, darunter ein Gruppenbild, aufgenommen im Garten von Chris Squire, aus welchem ein Schuppen im Hintergrund wegretuschiert wurde. Darunter befindet sich der Albumtitel, die Songtitel und einige weitere Albuminformationen. Auf der rechten Seite findet sich zentriert in der Mitte ein von Roger Deans Cover inspiriertes Gedicht von Donald Lehmkuhl, der bereits zuvor die Texte zum Tourprogramm von Tales from Topographic Oceans geschrieben hatte.
2003 legte das Plattenlabel Rhino Records Relayer neu auf. Weil ein DigiPak ein anderes Format als ein LP-Cover hat, wurden einige Teile des ursprünglichen Dean-Bildes an den Rändern hinzugefügt, die auf dem LP-Cover nicht zu sehen sind. Zudem ist nun ein ebenfalls von Roger Dean gezeichnetes Bild einer Biene Teil des Innencovers, das auch für die LP vorgesehen, aber nicht realisiert worden war.

## Rezeption
Das Album wurde am 5. Dezember 1974 veröffentlicht. Es erreichte Platz 4 in den englischen und Platz 5 in den amerikanischen Charts. Obwohl strukturell ein Rückschritt in die Tage von Close to the Edge (eine einzige, lange Komposition auf der ersten LP-Seite, zwei Lieder auf der zweiten), gilt es als ein Höhepunkt des Schaffens der Band und als Meilenstein des Progressive Rock. Es ist dabei neben Tales from Topographic Oceans das anspruchsvollste und am schwersten zugängliche Album der Band: Kein anderes Werk von Yes ist derart aggressiv, und die Band ist mit dem nächsten, zugänglicheren Album, Going for the One bewusst einen Schritt zurückgegangen. Insofern ist Relayer in jedem Fall ein Wendepunkt in der musikalischen Karriere von Yes, bis heute war keines ihrer Alben je wieder derart konsequent und kompromisslos.
Relayer ist durch eine für Yes ungewöhnliche Aggressivität gekennzeichnet. Diese äußert sich nicht nur in der scharfen, metallisch klingenden Produktion, sondern auch in vielen kompositorischen Details, wie etwa am Beginn von Sound Chaser oder in Steve Howes Gitarrensolo in demselben Stück. Auch die Texte sind für Yes ungewöhnlich. So heißt es im Song The Gates Of Delirium: „Kill them, Give them as they give us/Slay them, Burn their children's laughter on to hell!“. Lediglich im Schlussteil Soon und in To Be Over gibt es ruhigere Passagen. Der letzte Vers von To Be Over lautet denn auch „Be ready to be loved“. In diesem Stück spielen sowohl Howe als auch Moraz mit spanischen/südamerikanischen und sogar polynesischen Einflüssen, der Titel wird ein musikalisch sehr eigenes, jedoch sich voll in den Geist der frühen 70er einordnendes Meisterstück.
Der Sound von Relayer ist umstritten. Trotz vieler verschiedener Pressungen und digitaler Remaster liegt die klangliche Qualität der Songs von Relayer weit hinter anderen Veröffentlichungen der Band. Dies äußert sich am stärksten bei Soon und To Be Over. Grund könnte unter anderem das technisch beschränkte Studio-Equipment von Eddie Offord sein, das eigentlich nur für Live-Mitschnitte konzipiert war.

## Konzerte und Solo-Arbeiten

### Konzerte 1974/75
Die Konzerte der Relayer-Tour waren meist ausverkauft. Ein Teil des Erfolgs ist sicher Roger Deans Bühnendekoration zuzuschreiben. Mit seinem Bruder Martyn zusammen entwickelte er seit der Tales from Topographic Oceans-Tour die Bühnenaufbauten der Band.
Das Konzertprogramm wurde auf das neue Album umgestellt. Der einleitenden Firebird Suite folgte Sound Chaser, daran anschließend Close To The Edge, To Be Over, The Gates Of Delirium und And You and I. Vom Vorgängeralbum trat Ritual hinzu, Roundabout bildete den Abschluss oder die erste Zugabe. Einige weitere Titel wurden immer wieder gewechselt. Ein Konzert wurde für eine spätere Veröffentlichung gefilmt:

### Live 1975 at Q.P.R.
Am 10. Mai 1975 gastierten Yes vor 25.000 Zusehern im Stadion der Queens Park Rangers in London (Loftus Road). Dieses Konzert wurde als zweite Veröffentlichung nach Yessongs gefilmt. Neben dem Standardprogramm wurden I've Seen All Good People, Long Distance Runaround, Clap und als Zugaben Sweet Dreams und Yours Is No Disgrace geboten. Dieser Mitschnitt ist auf Video, Laserdisc sowie Doppel-DVD erschienen und dokumentiert die eindrucksvolle Liveband.
Songliste der DVD Nr. 1: Sound Chaser, Close to the Edge, To Be Over, The Gates of Delirium, Your Move/Mood for a Day, Long Distance Runaround/Moraz Piano Solo, Clap.
Songliste der DVD Nr. 2: And You and I, Ritual, Roundabout, Sweet Dreams, Yours Is No Disgrace.
Bei den Umfragen der englischen Musikzeitschriften des Jahres 1975 schnitten Yes hervorragend ab. Relayer wurde zum zweitbesten Album des Jahres gewählt, Jon Anderson wurde dritter bei den Sängern, Rick Wakeman bester und Patrick Moraz drittbester Keyboarder, Steve Howe zweitbester Gitarrist, Alan White fünfter am Schlagzeug, Chris Squire bester Bassist und Anderson/Howe siegten in der Kategorie „Komponisten“. Yes wurden zur besten Musikgruppe gewählt.

### Solo und Solotour 1976
In Abstimmung aller Bandmitglieder brachten nun alle Musiker Soloalben heraus, zum Teil mit gegenseitiger Unterstützung. Zunächst veröffentlichten Howe und Squire ihre Alben, gefolgt von Moraz, White und Anderson. Vor allem Patrick Moraz' Album Story Of I (oft auch nur I) und Andersons Olias Of Sunhillow fanden große Beachtung.
Die daran anschließende Tour war zu Beginn von diesen Veröffentlichungen geprägt. Jeder Musiker spielte mindestens einen Song von seinem Solo-Werk, später wurde dies zugunsten der Bandkompositionen eingeschränkt, da die Zuschauer auf das Solomaterial nicht mit dem gleichen Enthusiasmus reagierten. Auch diese Tour war sehr erfolgreich und ein Konzert am 12. Juni 1976 brachte 130.000 Personen in das John F. Kennedy Stadium in Philadelphia. Es war weltweit das größte Konzert in diesem Jahr.
Ausschnitte dieser Tour finden sich auf Yesshows, Yesyears, The Word Is Live und wurden in diversen Radio-Shows gesendet.
Zur gleichen Zeit arbeiteten Yes bereits am Nachfolgealbum Going for the One (1977). Bereits im Juli 1975 spielten sie in Philadelphia eine frühe, knapp dreiminütige Fassung von Awaken (unter dem Titel High Vibration) und am 6. Juni 1976 wurde der neue Song Wonderous Stories einmalig auf der Solo-Album-Tour (ur)aufgeführt.

## Live
Liveaufnahmen von auf Relayer enthaltenen Stücken sind unter anderem auf Yesshows, Magnification (Bonus-CD) und The Word Is Live zu hören.

## Kommerzieller Erfolg

### Chartplatzierungen
| ChartsChartplatzierungen       | Höchstplatzierung | Wochen |
| ------------------------------ | ----------------- | ------ |
| Deutschland (GfK)              | 27 (28 Wo.)       | 28     |
| Vereinigte Staaten (Billboard) | 5 (16 Wo.)        | 16     |
| Vereinigtes Königreich (OCC)   | 4 (11 Wo.)        | 11     |

### Auszeichnungen für Musikverkäufe
| Land/Region               | Auszeichnungen für Musikverkäufe (Land/Region, Auszeichnung, Verkäufe) | Verkäufe |
| ------------------------- | ---------------------------------------------------------------------- | -------- |
| Frankreich (SNEP)         | Gold                                                                   | 100.000  |
| Vereinigte Staaten (RIAA) | Gold                                                                   | 500.000  |
| Insgesamt                 | 2× Gold ·                                                              | 600.000  |